# Emmerstedt
Emmerstedt is een plaats in de Duitse gemeente Helmstedt, deelstaat Nedersaksen, en telt 2269 inwoners (2003). Het dorp omvat mede de twee gehuchten Rottensiedlung (ten westen van het eigenlijke dorp) en Windmühlenberg.
Emmerstedt ligt 4 km ten noordwesten van de stad Helmstedt. De ruimte tussen het dorp en de stad in wordt ingenomen door bedrijventerreinen.
De evangelisch-lutherse Sint-Pieterskerk te Emmerstedt dateert oorspronkelijk uit de 14e eeuw en werd in de 19e eeuw ingrijpend in de stijl der neogotiek verbouwd.
Het dorp wordt in 1186 voor het eerst in een document vermeld.

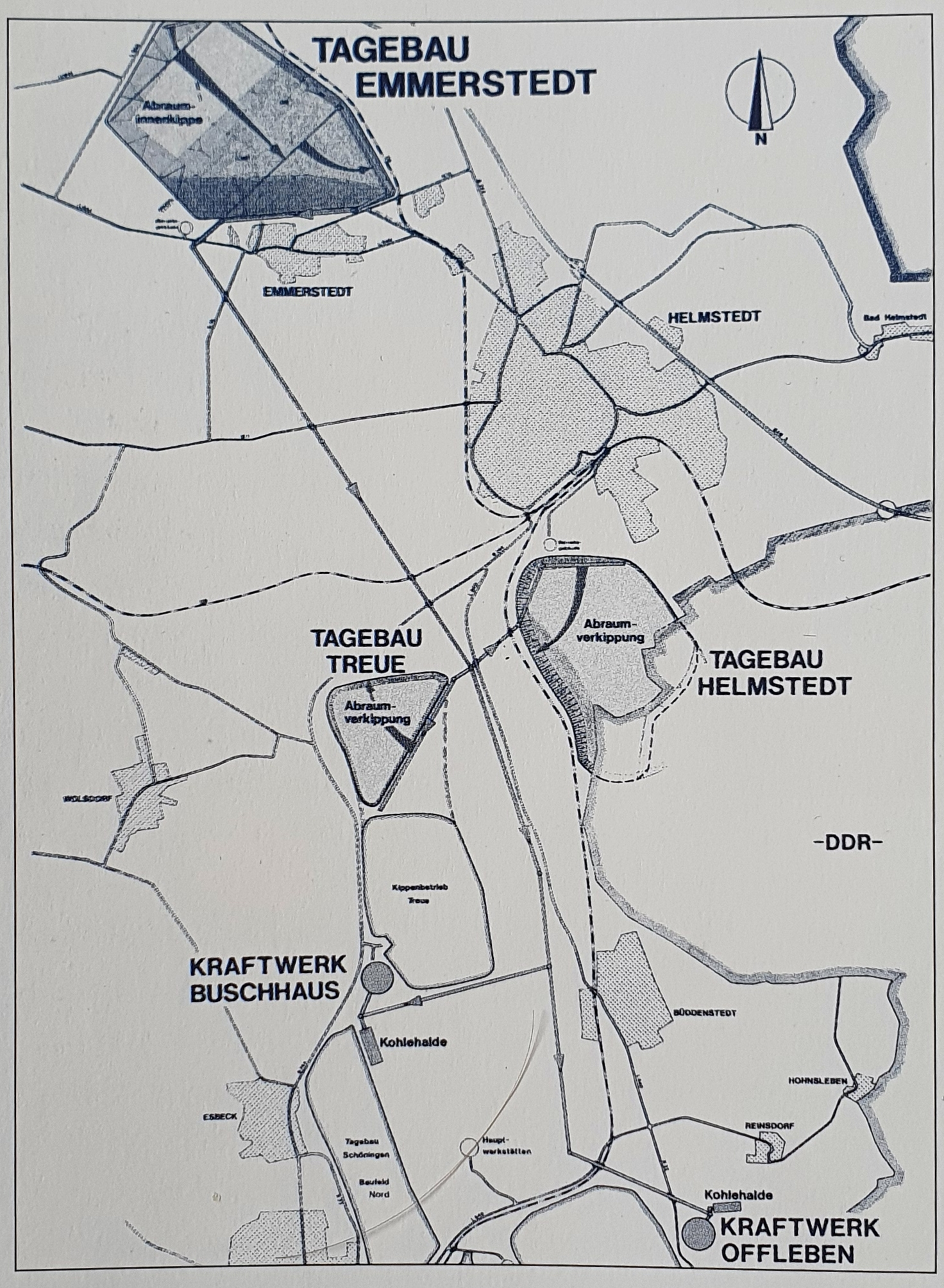
Bruinkoolwinning bij Emmerstedt

Van circa 1744 tot 1924 werd ten noorden van Emmerstedt in de Grube Emma bruinkool in dagbouw gedolven. De groeve is daarna dichtgestort en heeft plaats gemaakt voor landbouwgrond.
- Gemeinsame Normdatei: 4091748-4
- Virtual International Authority File: 234159090
- WorldCat: E39PBJjHc9kywBYpRbG97rpwYP